# Patrick Rahmen
Patrick Rahmen (* 3. April 1969 in Basel) ist ein ehemaliger Schweizer Fussballspieler und heutiger -trainer. Bis zum 8. Oktober 2024 war er Cheftrainer der BSC Young Boys.

## Karriere als Spieler
Sein Vater ist Bruno Rahmen, ehemaliger Fussballspieler und mehrmaliger Schweizer Meister mit dem FC Basel.
Patrick Rahmen war als Spieler für den FC Basel, den BSC Young Boys, die SR Delsberg sowie für den FC Solothurn aktiv. Für Basel schoss er 21 Tore in 86 Spielen.

## Karriere als Trainer
Ab 2000 war Rahmen Trainer beim SC Dornach. Dieses Amt hatte er bis zum 1. Dezember 2004 inne und übernahm einen Tag später den Trainerposten bei der U-18 des FC Basel. 2007 wurde er Trainer der zweiten Mannschaft des FC Basel (U-21).
Am 17. Oktober 2011 wurde er Co-Trainer beim deutschen Bundesligisten Hamburger SV. Dort war er Assistent von Thorsten Fink, der zuvor Trainer der Profimannschaft des FC Basel gewesen war. Am 17. September 2013 wurde Rahmen nach der Entlassung von Fink freigestellt, bis ein neuer Cheftrainer gefunden war.
Im August 2014 wurde Rahmen «Cheftrainer Jugend-, Leistungs- und Übergangsbereich» beim HSV. Am 16. September 2014 wurde er zudem als Co-Trainer Assistent von Josef Zinnbauer, dem neuen Cheftrainer der Profis. Er gab den Posten des Nachwuchscheftrainers später an Sebastian Harms ab. Am 22. März 2015 wurde Rahmen gemeinsam mit Zinnbauer von seinen Aufgaben freigestellt.
Ab Mai 2015 trainierte Rahmen den FC Biel-Bienne. Am 25. Februar 2016 trat er zurück und wechselte als Assistenztrainer zum FC Luzern in die Super League, wo er einen Vertrag bis Ende Juni 2016 unterschrieb. Am 20. Mai 2016 verlängerte er seinen Vertrag um zwei Jahre bis Ende Juni 2018. Am 5. Januar 2018 wurden Rahmen und der Luzerner Cheftrainer Markus Babbel vom Verein entlassen.
Danach war er zwei Jahre Trainer des FC Aarau, wo er am 10. Juli 2020 entlassen wurde. Im September 2020 wurde Rahmen unter Ciriaco Sforza Co-Trainer des FC Basel. Nach der Entlassung Sforzas am 6. April 2021 wurde er zum interimistischen Cheftrainer bis Ende Saison ernannt. Nachdem er in den ersten acht Spielen fünf Siege und zwei Unentschieden erreicht hatte, wurde er zum Cheftrainer ernannt und mit einem Einjahresvertrag ausgestattet. Am 21. Februar 2022 wurde er entlassen. Als Grund wurde die «unbefriedigende sportliche Gesamtentwicklung der 1. Mannschaft und die fehlende Perspektive» angegeben. Die Mannschaft hatte jedoch rückblickend punktemässig unter seiner Ägide eine bessere Bilanz als unter seinen Nachfolgern.
Im Sommer 2022 wurde Rahmen vom Schweizerischen Fussballverband zum Trainer der U-21-Nationalmannschaft ernannt. Nach der U21-EM 2023 gab er das Amt wieder ab, um Trainer beim FC Winterthur zu werden.
Ab Sommer 2024 trainierte er die BSC Young Boys. Das Engagement als YB-Trainer wurde am 8. Oktober 2024 wieder beendet, als Rahmen von der sportlichen Führung der BSC Young Boys freigestellt wurde.